# Neprobylice
Neprobylice är en ort i Tjeckien.   Den ligger i regionen Mellersta Böhmen, i den centrala delen av landet, 30 km nordväst om huvudstaden Prag. Neprobylice ligger 253 meter över havet och antalet invånare är 134.
Terrängen runt Neprobylice är lite kuperad. Runt Neprobylice är det tätbefolkat, med 343 invånare per kvadratkilometer. Närmaste större samhälle är Kladno, 14,0 km söder om Neprobylice. Trakten runt Neprobylice består till största delen av jordbruksmark.